# Pau Torres
Pau Francisco Torres, född 16 januari 1997, är en spansk fotbollsspelare som spelar för Aston Villa. Han representerar även Spaniens landslag.

## Karriär
Torres debuterade för Villarreal i La Liga den 26 november 2017 i en match mot Sevilla, där han blev inbytt i den 84:e minuten mot Manu Trigueros.
Den 12 juli 2023 värvades Torres av Aston Villa.

## Landslagskarriär
Torres debuterade för det spanska A-landslaget den 15 november 2019, då han blev inbytt mot Sergio Ramos i en 7–0-vinst för Spanien mot Malta.
Han har varit en del av Spaniens trupp till EM 2020, OS 2020 och VM 2022.